# Zivilsache
Zu den Zivilsachen gehören die bürgerlichen Rechtsstreitigkeiten, die Familiensachen und die Angelegenheiten der freiwilligen Gerichtsbarkeit.

## Allgemeines
Diese Legaldefinition des § 13 GVG zählt im deutschen Recht abschließend die sich aus dem Zivilrecht ergebenden bürgerlichen Rechtsstreitigkeiten auf, zu denen die Handelssachen gehören (§ 95 Abs. 1 GVG), sowie Familiensachen und freiwillige Gerichtsbarkeit. Sie werden jeweils vor den ordentlichen Gerichten geführt. Es handelt sich um ein Rechtsgebiet, das das Rechtsverhältnis von Bürgern untereinander oder zu anderen Rechtssubjekten behandelt, solange nicht öffentliches Recht oder Strafrecht gelten. Wesentliche Rechtsquellen des deutschen Zivilrechts sind das BGB und HGB.
Bereits das römische Recht kannte die bürgerliche Sache (lateinisch causa civilis) und unterschied sie von der Strafsache (lateinisch causa criminalis).

## International
Nach Art. 81 Abs. 1 AEUV entwickelt die Europäische Union eine justizielle Zusammenarbeit in Zivilsachen mit grenzüberschreitendem Bezug, die auf dem Grundsatz der gegenseitigen Anerkennung gerichtlicher und außergerichtlicher Entscheidungen beruht. 
Der EuGH entschied in diesem Zusammenhang im April 2009, dass der Begriff Zivilsachen dahin auszulegen sei, dass er sogar Maßnahmen umfassen kann, die in der Rechtsordnung eines Mitgliedstaats dem öffentlichen Recht unterliegen. Ferner gehören zu den Zivilsachen der kartellrechtliche Schadensersatz, Patentstreitigkeiten oder Hinterlegungsstreitigkeiten. Entscheidende Elemente für die Einordnung als Zivilsachen sind der Streitgegenstand und der Rechtsstatus der Parteien. Nach Art. 1 Abs. 1 Satz 1 EuGVVO ist die „Verordnung über die gerichtliche Zuständigkeit und die Anerkennung und Vollstreckung von Entscheidungen“ in Zivil- und Handelssachen anzuwenden, ohne dass es auf die Art der Gerichtsbarkeit ankommt. 
In der Schweiz gibt es als Rechtsquelle für Zivilsachen insbesondere OR/ZGB, in Österreich ABGB/UGB. In vielen anderen Staaten heißt das Zivilrecht „Zivilgesetz(buch)“, so etwa in Frankreich (französisch Code civil), Italien (italienisch Codice civile), Spanien (spanisch Código Civil) oder Portugal (portugiesisch Código Civil). In den Common-Law-Staaten England und Irland hat der Begriff „Zivilsachen“ (englisch Civil disputes) eine andere Bedeutung (ziviler Rechtsstreit).